# Jean-Louis Brémond
Pour les articles homonymes, voir Brémond.
Jean Louis Brémond, né le 22 novembre 1858 à Paris, et mort le 13 janvier 1943 à Meudon, est un peintre paysagiste et graveur français.

## Biographie
Il est le fils du peintre Jean-François Brémond (1807-1868), peintre d'histoire, et de Louise Pauline Marie Vaillant, artiste peintre (miniaturiste). Il a pour demi-frère Paul Albert Besnard (né en 1849).
Il entre à l'école des Beaux-Arts, où il est l'élève d'Alexandre Cabanel.
En ce qui concerne la gravure, il fut l'élève de Louis Ruat.
Il exposa au Salon de la Société nationale des beaux-arts à partir de 1881, présentant des toiles imprégnées du style décoratif, comprenant ou non des figures.
Il épouse le 1er mars 1890 à Paris Marie Jeanne Lécuyer (1870-1926), également peintre (de figures et de paysages). Son frère Albert Besnard est son témoin, ainsi que le statuaire Alfred-Charles Lenoir. Jeanne Lécuyer exposa au salon des Artistes Français, à la Société Nationale des Beaux-arts et au Salon des Indépendants.
Il obtint des récompenses aux Expositions de Rouen et d'Anvers, il reçut la mention honorable en 1894. 
Il obtint la grande médaille d'or de l'exposition universelle de 1900 ainsi qu'en 1926 une médaille d'argent au Salon des artistes français. 
Quelques-unes de ses toiles décoratives ornent divers monuments publics, notamment la Mairie du XVIe arrondissement de Paris et le Musée de Nevers. À l'Exposition universelle de Saint-Louis (États-Unis, 1904), il décora l'escalier du Pavillon de France. 
On lui doit un nombre important de gravures à l'eau-forte et, pendant de longues années, il présida la Société de la Gravure originale en noir.
Il est représenté sur une eau-forte de son demi-frère Albert Besnard
Il est nommé chevalier de la Légion d'honneur en 1933.[réf. souhaitée]

## Œuvres principales
- Soleil Couchant en Mer (nd), Smithsonian American Art Museum à Washington DC[7]
- Les Cygnes (nd)
- Paysage à la barrière et aux corbeaux (1881)
- Vue du vieux Passy (1894)[1]
- Les Saisons (1900)